# Guilherme Arantes
Guilherme Arantes (San Paolo, 28 luglio 1953) è un cantante, pianista e compositore brasiliano.
La sua discografia conta oltre 20 album, che hanno riscosso grande successo: conosciuto e apprezzato anche al di fuori del Brasile, ha tenuto diversi concerti in Nordamerica, in Europa e in Estremo Oriente. Dal 2000 è uno Steinway Artist.

## Biografia
Guilherme Arantes ha iniziato la sua carriera nel 1973 componendo le musiche di Amor De Hora Marcada e O Anuncio Classificado, due canzoni eseguite da Bibi Vogel, che ne ha anche scritto i testi. L'anno successivo è diventato voce del gruppo Moto Perpétuo,  specializzato in pop e rock progressivo, generi cui è rimasto sostanzialmente fedele anche da solista, a partire dal 1976, anno del suo album d'esordio Guilherme Arantes, contenente tra l'altro le canzoni Meu Mundo E Nada Mais (con la quale si è fatto conoscere) e Cuide-se Bem. Meu Mundo e Nada Mais, ascoltabile più di 300 volte nella telenovela Anjo Mau, è anche stato il secondo singolo più venduto dell'anno in Brasile.
Molto apprezzato per le performance al pianoforte, Arantes ha lanciato negli anni settanta e ottanta i fortunati singoli Amanha, Pedacinhos, Muito Diferente e soprattutto Deixa Chover, presente nella colonna sonora della telenovela Destini. Ha composto anche brani nell'ambito di progetti destinati all'infanzia (emblematica la canzone Xixi Nas Estrelas).
Nei primi anni 80 ha scritto la canzone Perdidos Na Selva, affidata al gruppo Gang 90 e as Absurdettes: gruppo di cui egli è anche stato considerato "membro non ufficiale".
Nel 1983, al pari del collega Ritchie, ha interpretato sé stesso nel film Garota Dourada di Antonio Calmon.
Nel 2000, anno in cui ha inciso un cd di soli brani strumentali,  New Classical Piano Solos, distribuito da Sony Music/Columbia con successo in otto Paesi (Brasile, Stati Uniti, Giappone, Germania, Italia, Spagna, Portogallo e Regno Unito), si è esibito alla Steinway Hall di New York, secondo artista brasiliano dopo Guiomar Novaes . Per l'occasione Arantes era accompagnato da musicisti della Juilliard School.
Nel XXI secolo si è recato più volte a Tokyo, dove ha anche girato uno dei due videoclip abbinati alla canzone Condiçao Humana (2013).
Nel 2016 ha festeggiato quarant'anni di carriera solista cantando in diverse città statunitensi (Fort Myers, Orlando, Pittsburgh, New York, Newark, Framingham e Fort Lauderdale, durante il Brazilian International Press Awards 2016, dove è stato premiato col Lifetime Achievement Award) . Tre anni dopo ha intrapreso un tour che ha coinvolto Stati Uniti (Seattle, Tucson, Phoenix, Boston, tra le varie tappe) e Canada (Calgary, Toronto e Mississauga).  Il 14 luglio 2022 Arantes ha cantato alla prestigiosa Carnegie Hall di New York, che ha inserito tra le tappe di una nuova serie di concerti negli USA. 
Tra le sue numerose collaborazioni, si ricordano quelle con Elis Regina, Edgard Scandurra, Daniel, Maria Bethânia e Marina Lima.
Gestisce un proprio blog su internet.

## Vita privata
Guilherme Arantes ha cinque figli, tra cui Marietta Vital, cantante anche lei. Marietta è l'unica figlia nata dal primo matrimonio. In seconde nozze Arantes è stato sposato con Luiza, membro dei Gang 90 e as Absurdettes nonché segretaria di Nelson Motta, per qualche tempo produttore del cantante: con lei ha generato i suoi tre figli maschi, Gabriel, Pedro e Thiago. La terza moglie Claudia gli ha dato Paola, l'ultimogenita. Questi tre matrimoni si sono tutti conclusi col divorzio. Arantes si è poi sposato per la quarta volta, con una donna chiamata Marcia, omonima della prima moglie. La coppia vive perlopiù a Salvador de Bahia; Guilherme Arantes possiede anche una casa in Spagna, ad Avila. L'artista ha dedicato alle due figlie i brani Marietta e Paola dell'album New Classical Piano Solos.

## Discografia

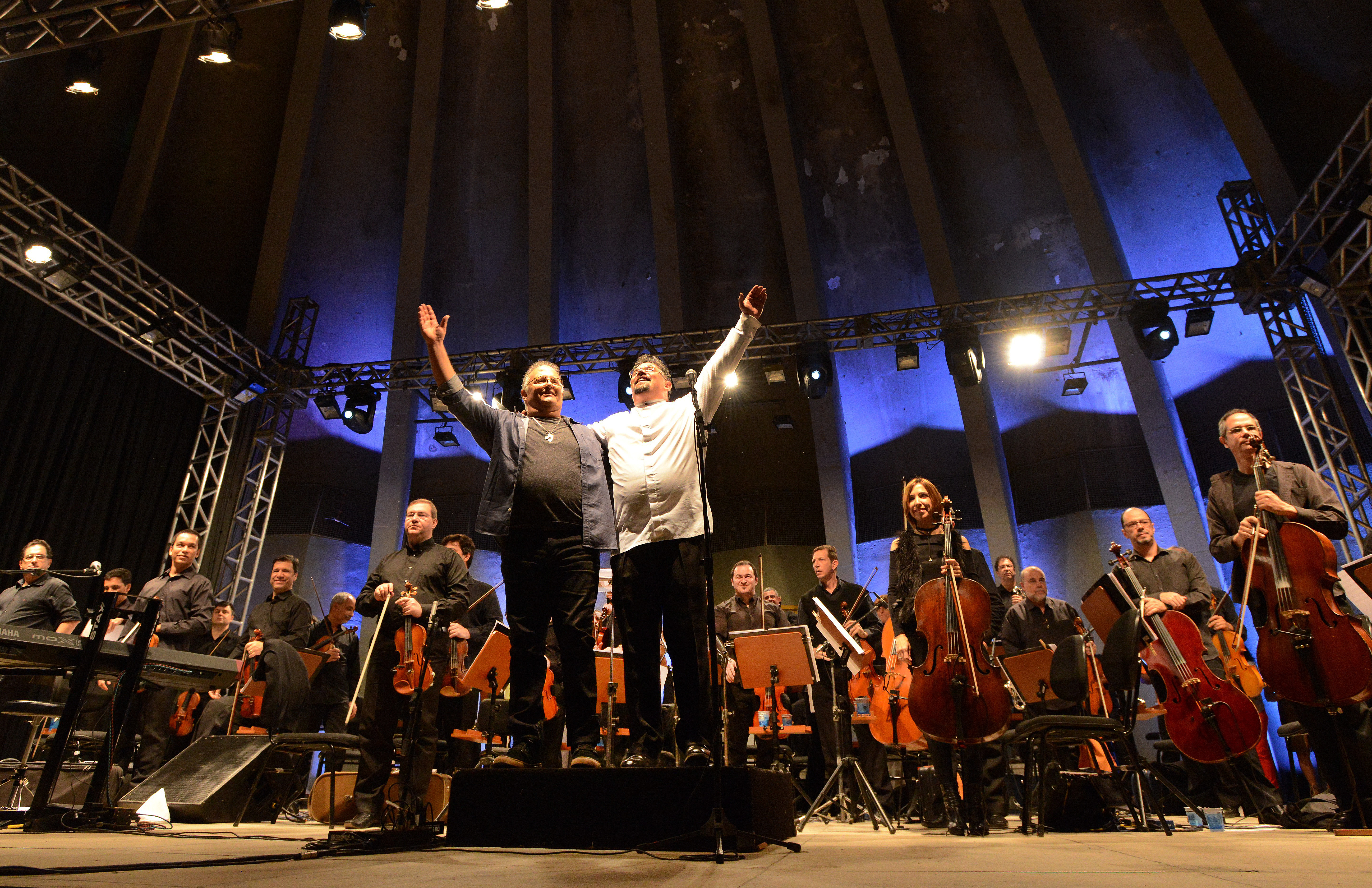
Guilherme Arantes nel 2017 al termine di un concerto a Campinas

### Album coi Moto Perpétuo
- Moto Perpétuo - (Continental, GEL) - 1974

### Album da solista

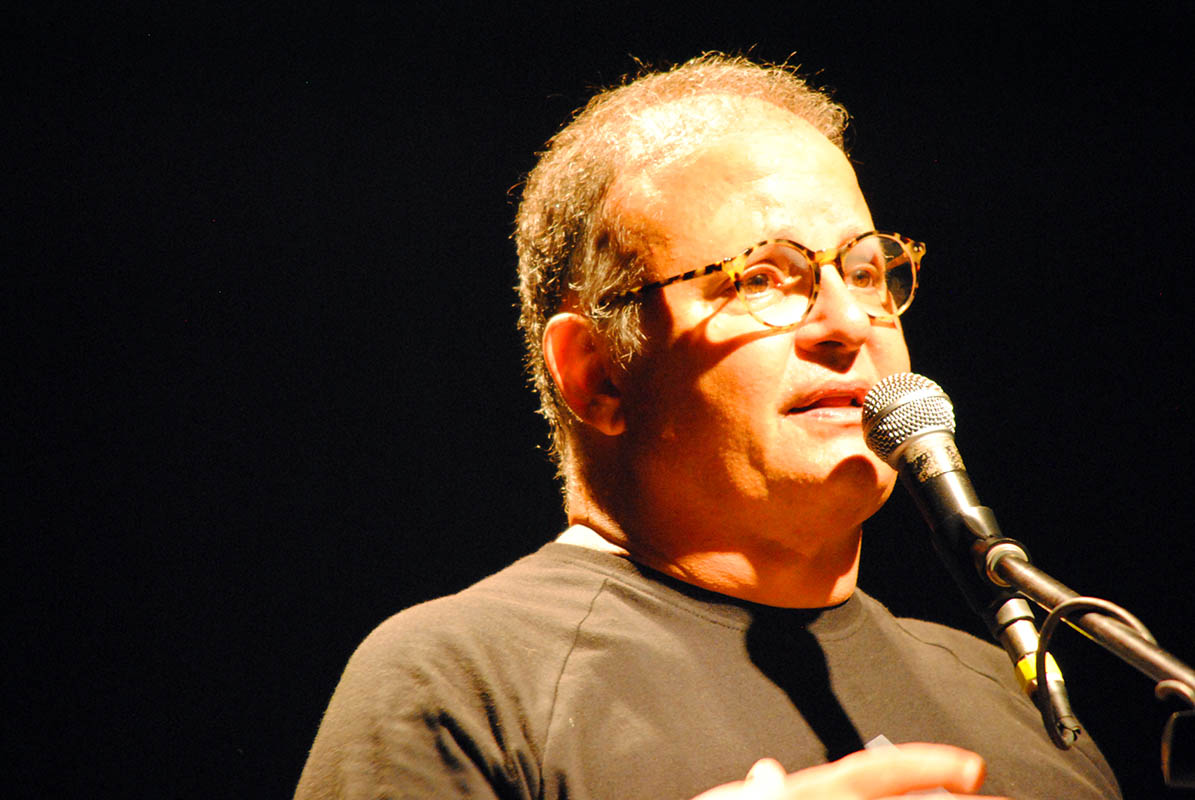
Guilherme Arantes live

- 1976 - Guilherme Arantes - (SIGLA, Som Livre)
- 1977 - Ronda Noturna - (SIGLA, Som Livre)
- 1978 - A Cara e a Coragem - (WEA, WB Records)
- 1979 - Guilherme Arantes - (WEA, WB Records)
- 1980 - Coração Paulista - (WEA, WB Records)
- 1982 - Guilherme Arantes - (WEA, Elektra)
- 1983 - Ligação - (SIGLA, Som Livre)
- 1985 - Despertar - (CBS)
- 1986 - Calor - (CBS)
- 1987 - Guilherme Arantes - (CBS)
- 1989 - Romances Modernos - (CBS)
- 1990 - Pão - (CBS)
- 1992 - Crescente - (EMI Odeon)
- 1993 - Castelos - (Sony Music, Columbia)
- 1994 - Clássicos - (Polygram, Mercury)
- 1996 - Outras Cores - (Polygram, Polydor)
- 1997 - Maioridade (acústico) - (Polygram, Globo/Polydor)
- 1999 - Guilherme Arantes - (PlayArte Music)
- 2000 - New Classical Piano Solos - (Verde Vertente, Sony Music)
- 2003 - Aprendiz - (Som Livre)
- 2007 - Lótus - (Coaxo do Sapo, Som Livre)
- 2011 - Piano Solos (Coaxo do Sapo)
- 2013 - Condição Humana - (Coaxo do Sapo)
- 2017 - Flores e Cores - (Coaxo do Sapo)
- 2021 - 40 Sucessos
- 2021 - A Desordem dos Templários

### Singoli da solista
- Meu Mundo E Nada Mais (1976)
- Cuide-Se Bem (1976)
- Baile De Mascaras (1977)
- Amanhã (1978)
- Viva! (1978)
- 14 Anos (1979)
- Extase (1979)
- Estatisticas (1979)
- A Noite (1980)
- Fantoches (1980)
- Brasilia (coi Boca Livre, 1980)
- Deixa Chover (1981)
- Planeta Agua (1981)
- O Melhor Vai Começar (1982)
- Lance Legal (1982)
- Pedacinhos (1983)
- Fio Da Navalha (1984)
- Xixi Nas Estrelas (1984)
- Olhos Vermelhos (1985)
- Cheia De Charme (1985)
- Fã Nº 1 (1985)
- Coisas Do Brasil (1986)
- Loucas Horas (1986)
- Seu Balanço (1986)
- Mania De Possuir (1986)
- Ouro (1987)
- Um Dia, Um Adeus (1987)
- Viver Outra Vez (1988)
- Muito Diferente (1989)
- A Gente Se Sabe De Cor (1989)
- Guarde O Coração (1990)
- Sob O Efeito De Um Olhar (1991)
- Taça De Veneno (1992)
- O Lado Prático do Amor (1993)
- Alguém (1993)
- Lagrima de uma mulher (1993)
- Hora de Partir o Coração (1996)
- Uma Espécie de Irmão (1996)
- A Coisa Mais Linda Que Existe (1999)
- Prontos Para Amar (2000)
- O Aprendiz de Carpinteiro (2003)
- Vem Ver o Sol Nascer (2006)
- Condiçao Humana (2013)
- Olhar Estrangeiro (2013)
- Onde Estava Você (2014)
- Sonho Latino (2015)
- Semente Da Maré (2017)
- Nossa Imensidão A Dois (2018)
- Chama De Um Grande Amor (2018)
- A Simplicidade é Feliz (2018)
- A Desordem dos Templarios (2021)
- El Rastro (2024)